# Voie ferrée de Kola

Le tracé prévu apparait en vert.

Le chemin de fer de Kola est une ligne ferroviaire inachevée dans l'oblast de Mourmansk débutée en 1950.

## Historique
Environ 300 km ont été planifiés afin de desservir les deux futures bases navales en projets, moins vulnérables que celles ayant été ciblée pendant la Deuxième guerre mondiale. Ces infrastructures devaient également permettre l'exploitation minière de gisements dans la région.
Un camp de travail correctionnel a été créé près de la gare de Titan, dont la population aurait culminé à 4 900 prisonniers, répartis plus tard dans sept camps le long de la ligne (aux kilomètres 45, 59, 72, 82, 102, 119 et 137).
Selon certaines informations, en un peu plus d'un an, 110 km de rails ont été posés. Selon d'autres, en 1952, 60 km de la route avaient été construits, et 150 km de remblai posé.
Après la mort de Staline en mars 1953, la construction de la route a été arrêtée, à l'instar de nombreux grands chantiers à travers l'URSS, pourtant approuvés par les 4e, 5e et 6e plan quinquennaux. La mise en pause s'est finalement soldée par un abandon. Depuis, certaines portions ont été démantelées.